# مارتینا هیل
مارتینا هیل (آلمانی: Martina Hill؛ زادهٔ ۱۴ ژوئیهٔ ۱۹۷۴) هنرپیشه، صدا پیشه، و بازیگر سینما اهل آلمان است. او تاکنون برندهٔ جوایزی همچون جایزه کمدی آلمان، جایزه تلویزیونی آلمان و جایزه بامبی شده‌است.

## حرفه
هیل در سال ۱۹۷۴ به عنوان دختر یک پرستار و یک راننده مترو در غرب برلین متولد و در آنجا بزرگ شد. پس از فارغ‌التحصیلی از دبیرستان در سال ۱۹۹۵ او آموزش بازیگری را در Theaterstudio برلین به پایان رساند و در آنجا در چندین نمایش بازی کرد. از سال ۱۹۹۸ او به عنوان گوینده رادیو کار کرد، به عنوان مثال برای ایستگاه‌های برلین Radio Eins و Hundert کار می‌کرد. هیل از سال ۲۰۰۳ در تولیدات تلویزیونی مختلف ظاهر شده‌است، او همچنین تبلیغات تلویزیونی انجام داد، به عنوان مثال برای پنیر و بانک.
مارتینا هیل به عنوان بازیگر در سریال کمدی ProSieben Switch Reloaded، که در آن هایدی کلوم، آنگلا مرکل، بیل کائولیتز، آنیا کهل، دانیلا کاتزنبرگر، گاندولا گاوز، کاتیا بورکارد و لنا را تقلید کرد، برای مخاطبان گسترده شناخته شد. از سال ۲۰۰۹ او در برنامه شوی طنز ZDF - با اشاره به بتینا شاوستن - به عنوان کارشناس خبری تینا هاستن، در نقش مندی هاستن چپ‌گرای ساکسون، دورته هاستن آلترناتیو سبز برلین، کریمهیلد هاستن، مدیر کمپین انتخاباتی Telekolleg، حضور داشته‌است.
به عنوان بازیگر نقش اول زن در فصل اول کمدی طرح Knallerfrauen، که در شنبه در فوریه و مارس ۲۰۱۲ پخش شد، هیل محبوبیت خود را حتی در چین به دست آورد. در سال ۲۰۱۴ او در کمپینی توسط انستیتو گوته که در مورد یادگیری زبان آلمانی بود شرکت داشت.
از می ۲۰۱۸ تا ژوئیه ۲۰۱۹ او در کلیپ‌هایی در برنامه تلویزیونی PussyTerror با کارولین کبکوس دیده شد. به عنوان ربکا و لاریسا آنها جهان را توضیح می‌دهند. از سال ۲۰۲۰، این قالب در نمایش Carolin Kebekus تحت عنوان Knowledge make Uh ادامه یافته‌است - هیل همچنین از سال ۲۰۱۷ یوتیوب‌برهای زن و وبلاگ‌های سبک آنها را با عنوان Larissa in Style در کانال یوتیوب خود تقلید می‌کند. از اکتبر ۲۰۱۸ او را می‌توان در نمایش مارتینا هیل در Samstag1 دید.
در سال ۲۰۲۱ او به عنوان بازیگر نقش اول زن در کنار موریتز بلیبترو، لورا تونکه و یورگن ووگل در فیلم غارنشین بازی کرد. فیلم سینمایی Die Tollpatsch با بازی مارتینا هیل برای اولین بار در سال ۲۰۲۴ برنامه‌ریزی شده‌است.